# AaRON
AaRON (Artificial Animals Riding On Neverland) é um duo francês de música pop/rock, formado no ano de 2004 por Simon Buret (cantor/autor/compositor) e Olivier Coursier (compositor/produtor). AaRON tiveram o seu momento de revelação ao grande público através do filme Je vais bien, ne t'en fais pas de Philippe Lioret, com a canção U-turn (Lili), tema principal da banda sonora.

## História
A história de AaRON começa em 2004, quando Simon é convidada a participar de um relacionamento, para ir para casa de Olivier, quem trabalha em diversos projetos musicais. Simon, de pai americano, traz alguns textos em inglês, mais de uma vez com um primeiro título chamado Endless Song.
Muito rapidamente o local de trabalho rende, porque em 2 meses, 8 músicas foram compostas. Cada um de seus lados suas carreiras distintas. Simon, comediante de profissão, lado a lado discute com Olivier viajar em turnê com
Mass Hysteria que ele é guitarrista (também tem habilidade em coros e teclado) até Janeiro de 2007. Todas estas razões raramente são as suas reuniões. Apesar de tudo, um ano mais tarde, 20 segundos de músicas são criadas no Estúdio situado na casa do parisiense Olivier.
Em 2005, a música "Little love" original da banda, aparece no filme " Dans tes rêves ".
Simon admite que as suas canções são todos autobiografias.
O primeiro álbum de AaRON, figura uma representação de Billie Holiday, Strange Fruit que descreve os linchamentos de negros nos Estados Unidos em 1930 a 1940. Sobre a republicação de Artificial Animals Riding On Neverland, representação de Leonard Cohen, "Famous blue raincoat" que o grupo canta nos shows.
No momento de passar de testes de Philippe Lioret, Olivier e Simon apenas finalizaram "U-Turn (Lili)" e fizeram chegar até o produtor. Philippe Lioret decide não só para integrar esta música em seu filme como personagem (tema do irmão ausente), mas também de renomeação da heroína "Lili" (interpretada por Mélanie Laurent).
"U-Turn (Lili)" é reivindicação dos utilizadores da Internet por milhares de internautas em dois meses (105 000 acessos no Myspace), 70 000 visualizações no YouTube e nº 1 durante um mês no iTunes.

## Discografia

### Álbuns
- Artificial Animals Riding On Neverland (2007)

### Compactos
- "U-Turn (Lili)" (2007)
- "Le tunnel d'or" (2008)